# Флаг Европы
Флаг Европы представляет собой 12 золотых пятиконечных звёзд, расположенных по кругу, аналогично цифрам на циферблате часов. Первоначально являлся флагом Совета Европы.
В широком смысле флаг может использоваться как символ Европы как части света, либо как символ единства всех народов Европы вне зависимости от международных организаций. Соответственно, количество звёзд не отражает число стран-участниц Европейского союза, поскольку флаг был предназначен представлять всех людей Европы, даже за пределами Евросоюза.
В официальном пояснении к решению комитета министров Европейского совета от 9 декабря 1955 года по принятию флага говорится следующее:

На фоне голубого неба западного мира звёзды символизируют народы Европы в кругу, знак единства. Число звёзд неизменно, определяется равным двенадцати. Это число символизирует совершенство и полноту.

25 сентября 1953 года совещание Европейского совета рекомендовало к принятию флаг из 15 золотых звёзд на синем фоне, который должен был представлять число членов Европейского совета.
Это предложение встретило сопротивление Германии, потому что это означало бы признание Саара, который был одним из 15 членов, как самостоятельное государство. Саар и Франция с другой стороны отвергли число 14 звёзд, потому что тогда в Сааре существовали стремления к самостоятельности. Число 13 многие восприняли как число несчастья. 10 как число основателей Европейского союза препятствовало бы идее открытости союза. Так наконец договорились о 12 звёздах как символе совершенства.
По утверждению соавтора флага Арсена Хейца, 12 звёзд были заимствованы от описания Жены, облечённой в солнце.

## Описание флага
Согласно графической спецификации, опубликованной в Советом Европы в 2004 году, флаг имеет прямоугольную форму с пропорциями 2:3, ширина полотнища в полтора раза превышает длину флага. Двенадцать золотых звезд, расположенных через равные промежутки, образуют невидимый круг, центром которого является точка пересечения диагоналей. Каждая из звезд имеет пять точек (пятиконечная), расположенных на окружности невидимого круга. Все звезды расположены вертикально, то есть один из углов звезды направлен строго вверх.
Цвета регулируются по системе подбора цветов Pantone.
|         | Синий       | Золотой    |
| ------- | ----------- | ---------- |
| Pantone | PMS 287     | PMS 116    |
| RGB     | #1E448A     | #FDCB0B    |
| CMYK    | 100.67.0.40 | 0.20.100.0 |

## Распространённые ошибки
- Углы звёзд не должны указывать вниз
- Углы звёзд должны указывать не радиально от центра, а наверх
- Звёзды должны стоять в такой же позиции, как цифры на циферблате часов